# 10th Royal Hussars
Le 10th Royal Hussars (littéralement le 10e régiment de hussards royaux) était un régiment de cavalerie de l'Armée de terre britannique (en) ayant servi de 1715 à 1969.

## Historique

### Premiers temps

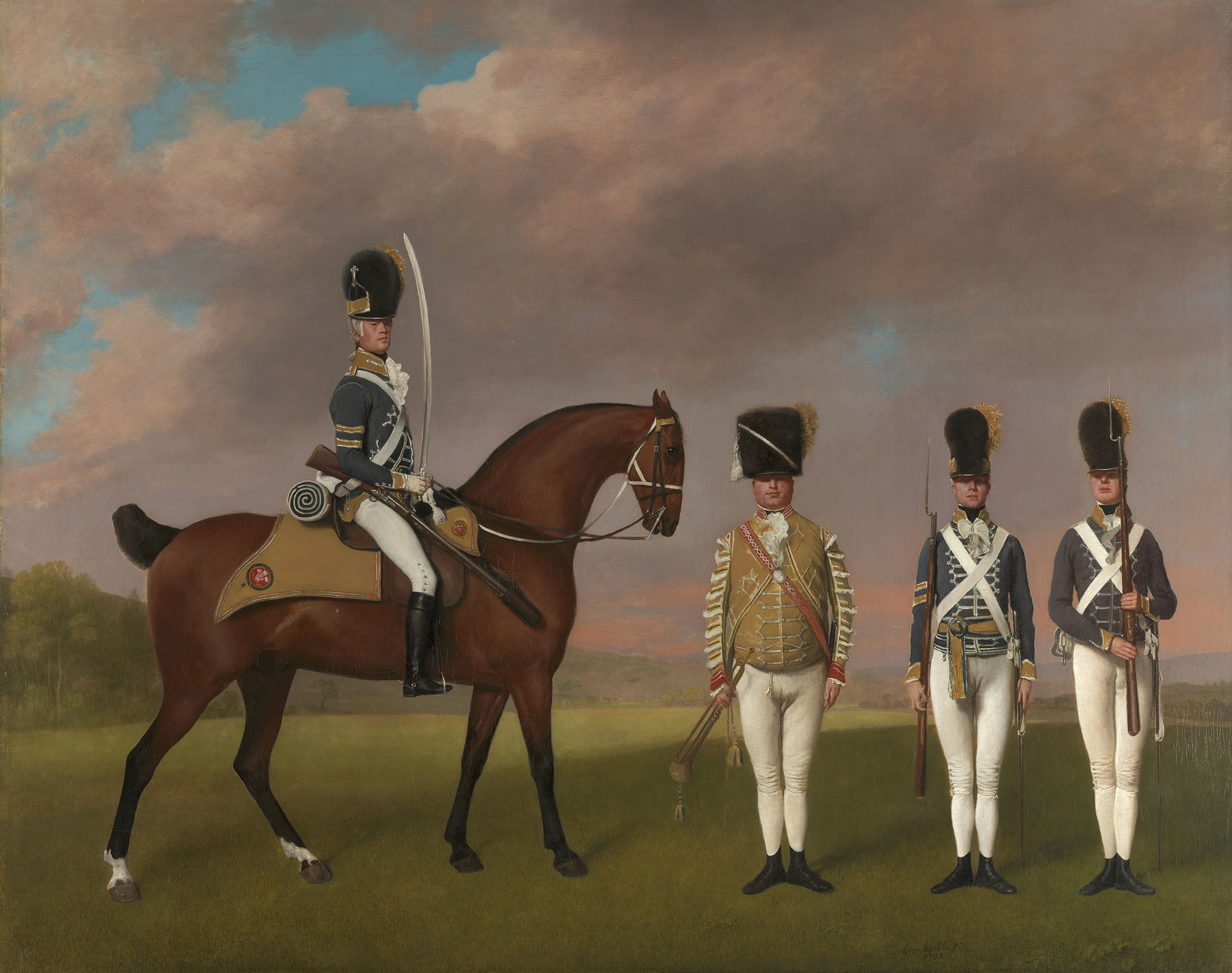
Soldats du 10e régiment de dragons légers (futur 10e hussards) en 1793, par George Stubbs.

Le régiment fut créé en 1715 à Hertford sous le nom de Humphrey Gore's Regiment of Dragoons (« régiment de dragons d'Humphrey Gore »), l'un des seize régiments de ce type levés en réponse à la rébellion jacobite de 1715. Si l'unité ne fut pas prête à temps pour participer à l'écrasement de cette dernière, elle échappa à la dissolution de la plupart des formations militaires provisoires en 1718 et passa les vingt-cinq années suivantes dans diverses garnisons du pays, en particulier dans le West Country. Son baptême du feu intervint lors du soulèvement jacobite de 1745, d'abord à la bataille de Falkirk en janvier 1746 puis à celle de Culloden en avril de la même année. Dans le cadre des réformes initiées par le duc de Cumberland, le corps est renommé en 10e régiment de dragons en 1751.
Au cours de la guerre de Sept Ans (1756-1763), le 10e dragons prit part au raid britannique sur Saint-Malo en juin 1758, avant de combattre aux batailles de Minden en août 1759, Warburg en juillet 1760 et Kloster Kampen en octobre suivant, durant laquelle le colonel William Pitt, commandant le régiment, fut grièvement blessé et fait prisonnier. L'unité contribua également, en juillet 1761, à la victoire coalisée de Villinghausen dont l'issue défavorable aux Français précipita la signature du traité de Paris en 1763.
En 1779, les éléments « légers » du régiment furent détachés pour former le 19e régiment de dragons légers. Le 10e dragons fut quant à lui transformé en 10th (Prince of Wales's Own) Regiment of (Light) Dragoons (« 10e régiment de dragons légers du prince de Galles ») en hommage au futur roi George IV. En raison de ses liens avec le prince de Galles, le régiment devint réputé pour ses uniformes très élaborés et coûteux ainsi que pour le montant des revenus exigés des individus postulant au statut d'officier. En juin 1794, le dandy George Brummell, célèbre arbitre londonien de la mode sous la Régence anglaise, fut breveté cornette au sein du régiment dont il démissionna en 1795 lorsque le 10e dragons légers quitta Londres pour Manchester.

### Guerres napoléoniennes

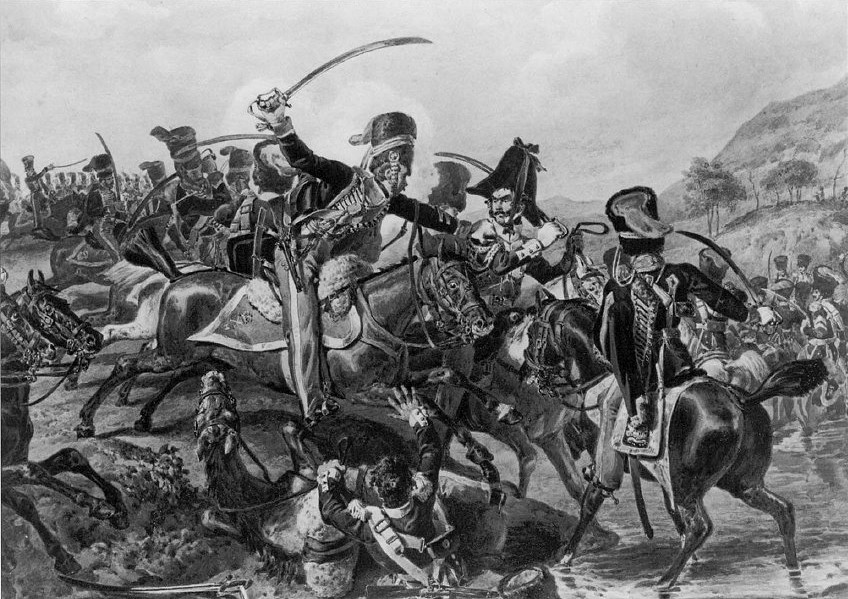
Capture du général français Lefebvre-Desnouettes par le soldat Levi Grisdale du 10e hussards britannique au combat de Benavente, le 29 décembre 1808 (peinture de Denis Dighton).

En 1806, le régiment reçut l'appellation de 10th (Prince of Wales's Own) Regiment of (Light) Dragoons (Hussars) (« 10e régiment de dragons légers (hussards) du prince de Galles ») qui officialisait sa conversion en unité de hussards. En novembre 1808, il embarqua à destination de La Corogne, en Espagne, pour participer à la guerre d'indépendance espagnole contre l'Empire français. Le 10e hussards fut présent au combat de Sahagún le 21 décembre 1808 et à celui de Benavente le 29 de ce mois ; lors de ce dernier affrontement, le soldat Grisdale du 10e régiment de hussards captura le général Charles Lefebvre-Desnouettes, qui commandait la cavalerie française. Le régiment prit également part à la défense de La Corogne en janvier 1809 avant de regagner l'Angleterre.
De retour en Espagne en 1813, les hussards du 10e firent le coup de sabre au combat de Morales en juin 1813. Au cours de l'engagement, ils rompirent le 16e régiment de dragons français avec l'aide du 18e hussards et firent environ 200 prisonniers. Ayant chargé à la bataille de Vitoria un peu plus tard dans le mois, ils pénétrèrent ensuite en territoire français et se distinguèrent aux batailles d'Orthez en février 1814 et de Toulouse en avril. Enfin, intégré à la 6e brigade de cavalerie britannique, le 10e hussards s'opposa à la cavalerie et à l'infanterie françaises lors de la bataille de Waterloo le 18 juin 1815.

### Ère victorienne
Déployé en Inde en 1846, le régiment participa ensuite à la guerre de Crimée, notamment au siège de Sébastopol durant l'hiver 1854 et à la bataille d'Eupatoria en février 1855. Le corps fut rebaptisé 10th (The Prince of Wales's Own) Royal Hussars (« 10e régiment de hussards royaux du prince de Galles ») en 1861. Il combattit en novembre 1878 à la bataille d'Ali Masjid, pendant la seconde guerre anglo-afghane, et en février 1884 lors des première et seconde batailles d'El Teb dans le cadre de la guerre des mahdistes.
Avec le déclenchement de la seconde guerre des Boers, le 10e hussards fut acheminé par bateau en Afrique du Sud en novembre 1899. Après une échauffourée à Colesberg, il concourut à la levée du siège de Kimberley par les Boers en février 1900. En juin de la même année, il fut également engagé à la bataille de Diamond Hill. Après la fin des hostilités en 1902, le corps fut envoyé en Inde où il stationna, à partir du mois d'octobre, à Mhow dans la présidence de Bombay. Il fut par la suite employé à la frontière du Nord-Ouest en 1909.